# Robert Shapiro (homme d'affaires)
Ne doit pas être confondu avec Robert Shapiro (avocat).
Pour les articles homonymes, voir Robert Shapiro et Shapiro.
Robert Bernard Shapiro est un homme d'affaires et avocat américain né le 4 août 1938 à New York (État de New York) et mort le 2 mai 2025 à Chicago (Illinois). 
Il est surtout connu pour avoir beaucoup travaillé avec les sociétés biochimiques G.D. Searle et Monsanto.

## Biographie
Son père (Moses Shapiro) a été de 1969 à 1975 président de la société General Instrument ; 

Après un BA acquis à l'université Harvard puis un JD de la Columbia Law School, Robert Shapiro devient le vice-président et le conseiller juridique de la société de son père (de 1972 à 1979) ;

Il travaille ensuite en tant qu'avocat (à partir de 1979) pour le compte de la société G.D. Searle basée dans l'Illinois ;

En 1982, Searle lui confie le poste de P-DG de la filiale NutraSweet, alors seul producteur de l'Aspartame.
L'année suivante, la FDA approuve l'utilisation de l'aspartame dans les boissons gazeuses (en novembre 1983 précisément), ouvrant un nouveau marché. Pepsi est parmi les premières marques à développer ce produit à grande échelle aux États-Unis. 

Deux ans après (en 1985), le groupe Searle est rachetée par Monsanto. 
En cinq ans, Robert Shapiro franchit toutes les étapes de la hiérarchie au sein de Monsanto pour devenir vice-président de l'entreprise en 1990, puis président en 1993 et enfin P-DG en 1995 (poste qu'il occupe jusqu'en 2000). 
Robert Shapiro a toujours été au fait d'une période d'expansion industrielle, de convictions, et d'approbation réglementaire pour le consommateur, cela dans l'intérêt des entreprises de semences génétiquement modifiées.
En 2000, Monsanto fusionne avec la société pharmaceutique américaine Pharmacia and Upjohn pour former Pharmacia Corp. 

Robert Shapiro est nommé président de cette entité, mais démissionne de son poste en février 2001, au profit de Fred Hassan qui le remplace. Les secteurs agropharmaceutique et biotechnologique de l'entité fusionnée est ensuite « sorti » de Pharmacia Corp pour reformer une société Monsanto, axée sur le secteur agricole.  Pharmacia Corporation a ensuite été acquise par Pfizer.
Robert Shapiro est ensuite cofondateur de Sandbox Industries, un incubateur d'entreprise de Chicago.   

En 2003, il est venture fund manager et reste associé comme l'un des directeurs du management.